# سيرا، إسبيريتو سانتو
سيرا، إسبيريتو سانتو هي بلدية في البرازيل، تتبع إسبيريتو سانتو، بلغ عدد سكانها 321٬181  نسمة، في 2000، تبلغ مساحتها 553٫254 كيلومتر مربع.

## الموقع
تشترك في الحدود مع:
- Fundão, Espírito Santo [الإنجليزية]‏.

## أعلام
- ماركوس فيليبي
- لينكولن
- راين سانتوس ناسيمنتو